# رئو یاماشیتا
رِئو یاماشیتا (انگلیسی: Reo Yamashita؛ زادهٔ ۱۹ مهٔ ۱۹۹۸) بازیکن فوتبال اهل ژاپن است.
از باشگاه‌هایی که در آن بازی کرده‌است می‌توان به باشگاه فوتبال گامبا اوساکا اشاره کرد.